# Antiincrustante
Un antiincrustante es un compuesto químico que tiene la propiedad de evitar que las sales del agua se depositen (precipiten) en conducciones, depósitos, o cualquier superficie. Normalmente estas sales son carbonatos, silicatos y sulfatos de calcio. Las aguas con alta concentración de estas sales se denominan "aguas duras". 
Los compuestos antiincrustantes suelen reaccionar con el calcio y el magnesio de manera que no puedan formar precipitados cristalinos que formen incrustaciones.
En el mundo de la náutica, un antiincrustante o antifouling, también llamado patente, es un tipo de pintura que evita que algunos organismo se incrusten en la obra viva del barco.
- Datos: Q5697305